# Norwegian Cruise Line Holdings
Norwegian Cruise Line Holdings (NCLH) es un holding de cruceros domiciliada en las Bermudas y con sede en los Estados Unidos. Opera tres líneas de cruceros como subsidiarias de propiedad total: Norwegian Cruise Line, Oceania Cruises y Regent Seven Seas Cruises. Con sus subsidiarias combinadas, es el tercer operador de cruceros más grande del mundo. Es una empresa que cotiza en bolsa y cotiza en la Bolsa de Valores de Nueva York.

## Historia
NCLH se constituyó el 21 de febrero de 2011 como una empresa exenta de Bermudas en previsión de una oferta pública inicial (OPV) planificada. En ese momento, Norwegian Cruise Line era propiedad de un consorcio formado por Genting Hong Kong, Apollo Management y TPG Capital. Tras la finalización de la OPV en enero de 2013 y su debut en el NASDAQ, Norwegian Cruise Line y NCLH se sometieron a una reorganización corporativa que dio a NCLH la propiedad total de Norwegian Cruise Line, mientras que los propietarios anteriores de Norwegian Cruise Line intercambiaron sus participaciones por acciones de NCLH.
Inmediatamente después de la oferta pública inicial, los accionistas públicos controlaban el 13,3% de NCLH, mientras que Genting Hong Kong poseía una participación del 43,4%, Apollo del 32,5% y TPG del 10,8%. En los años siguientes, esos tres patrocinadores redujeron progresivamente sus participaciones a través de una serie de ofertas públicas secundarias. A finales de 2014, casi la mitad de las acciones de NCLH eran de propiedad pública, y Genting, Apollo y TPG controlaban el 25%, el 24% y el 7%, respectivamente. Un año después, la propiedad combinada entre las tres empresas se había reducido casi a la mitad, y Apollo ahora tenía la participación individual más grande (15,8%), seguida de Genting (11,1%) y TPG (2,4%). Finalmente, el 3 de diciembre de 2018, Apollo y Genting vendieron sus participaciones restantes en la empresa, lo que marcó el final de una relación que duró más de una década.
En septiembre de 2014, NCLH anunció que había comprado Prestige Cruise Holdings, la empresa matriz de Oceania Cruises y Regent Seven Seas Cruises, en efectivo y acciones por un valor total de transacción de $3,025 millones de USD, incluida la asunción de deuda.
El 9 de enero de 2015, Kevin Sheehan, presidente y director ejecutivo, fue sucedido por Frank Del Rio, cofundador de Oceania Cruises.
El 14 de diciembre de 2015, NCLH se agregó al índice NASDAQ-100. Sin embargo, más tarde cambió su cotización del NASDAQ a la Bolsa de Valores de Nueva York el 19 de diciembre de 2017, y fue eliminada del índice.
En junio de 2018, el presidente de NCLH, Walter Revell, renunció y fue reemplazado por el desarrollador de Miami Beach, Russell Galbut.
A partir de 2018, es el tercer operador de cruceros más grande del mundo, controlando colectivamente el 9,5% del mercado de cruceros por pasajeros y el 12,6% por ingresos en sus tres subsidiarias.

## Pandemia del COVID-19
El 14 de marzo de 2020, los Centros para el Control y Prevención de Enfermedades (CDC) de Estados Unidos emitieron una orden de prohibición de navegación para los cruceros. Al mismo tiempo, Norwegian Cruise Line Holdings implementó una suspensión de todos los viajes de cruceros en sus tres marcas, con los 28 barcos en puerto o anclados y todos los pasajeros desembarcados antes del 28 de marzo de 2020. Esta suspensión se había extendido posteriormente hasta el 30 de junio de 2020.
El 5 de mayo de 2020, en una presentación ante la Comisión de Bolsa y Valores de Estados Unidos, Norwegian Cruise Line Holdings dijo que hay "dudas sustanciales" sobre su capacidad de continuar como una "empresa en marcha" mientras enfrenta una crisis de liquidez durante los próximos doce meses.
Notablemente, al día siguiente, NCLH pudo asegurar más de $2,2 mil millones de liquidez adicional en transacciones de mercados de capital con exceso de demanda, pero a un precio: (1) $400 millones en acciones ordinarias a $11 por acción; (2) $675 millones en bonos senior garantizados con vencimiento en 2024 a una tasa de interés del 12,25%; (3) $750 millones en bonos canjeables con vencimiento en 2024 a una tasa de interés del 6%, y canjeables en cualquier momento por acciones ordinarias a $13,75; y (4) $400 millones de inversión privada de una firma global de capital privado.  El 7 de mayo de 2020, el director ejecutivo de NCLH declaró que la compañía había asegurado suficiente liquidez para superar potencialmente 18 meses de ingresos cero y podría reanudar su navegación a finales de 2020.
Aunque los ingresos se desplomaron un 99% en lo que va de año, y con una pérdida neta de $715 millones de USD en el segundo trimestre, sin mencionar los cruceros cancelados al menos hasta noviembre, el director ejecutivo Frank Del Rio comentó que espera que el relanzamiento tome más de 6 meses una vez que los cruceros comiencen nuevamente por completo.
La orden de "no navegar" del CDC se extendió hasta el 31 de diciembre de 2020.

## Subsidiarias
- Norwegian Cruise Line
- Oceania Cruises
- Regent Seven Seas Cruises